# 紀継成
紀 継成（き の つぐなり、生没年不詳）は、奈良時代の貴族。姓は朝臣。官位は従五位下・讃岐介。

## 経歴
光仁朝の宝亀10年（779年）4月、正六位上より従五位下に叙爵される。桓武朝の天応元年（781年）12月の光仁天皇の崩御に際して、大伴家持・高倉福信・吉備泉・石川豊人・大神末足・紀犬養・文室高島・文室子老・多治比浜成とともに山作司の一人になった。
延暦3年（784年）4月、百済王武鏡の後任の大膳亮に就任し、同4年（785年）10月、石川浄継の後任の讃岐介に任命された。以後の経歴は不明である。

## 官歴
『続日本紀』による。
- 時期不詳：正六位上
- 宝亀10年（779年）4月27日：従五位下
- 天応元年（781年） 12月23日：山作司（光仁上皇崩御）
- 延暦3年（784年）4月2日：大膳亮
- 延暦4年（785年）10月19日：讃岐介